# Schellschlicht
Die Schellschlicht ist ein 2052,3 m ü. NHN hoher Berg in der Kreuzspitzgruppe der Ammergauer Alpen. Er liegt im deutschen Bundesland Bayern, doch ganz dicht an der Grenze zum österreichischen Tirol.

## Lage
| \| \| |
|       |

Lage der Schellschlicht in den Ammergauer Alpen (links)
und innerhalb der gesamten Alpen (rechts).

## Gipfelwege
Der Gipfel ist als Bergtour für trittsichere Bergwanderer von Griesen (Bahnhof der Außerfernbahn zwischen Garmisch-Partenkirchen und Ehrwald) auf zwei Wegen erreichbar: entweder über die Schellalm (1479 m ü. NHN), den Hohen Brand und über den Grat zum Gipfel oder über den Sunkensattel (1672 m ü. NHN). Beide Wege sind größtenteils gute Steige mit kurzen ausgesetzten Stellen und einer kurzen versicherten Stelle.

## Aussicht

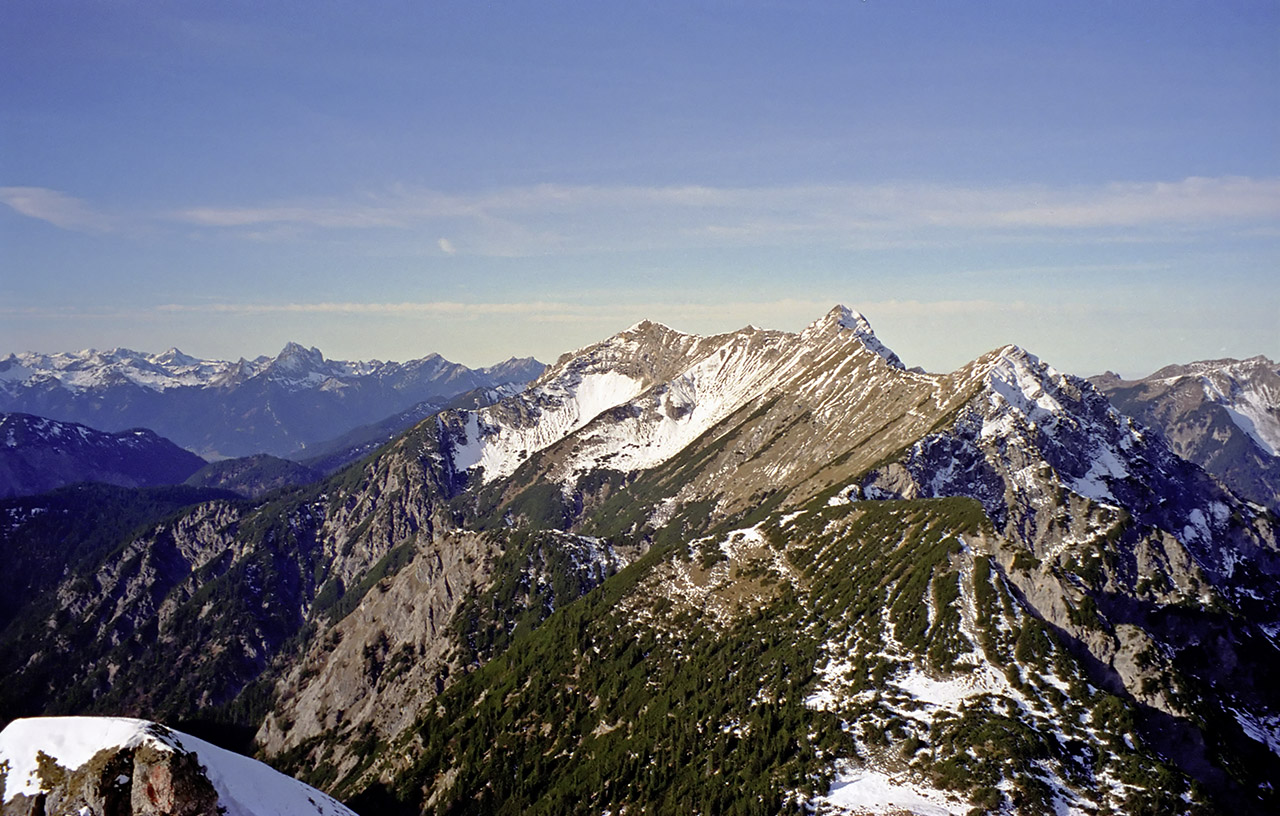

Vom Gipfel hat man eine umfassende Aussicht, wie zum Beispiel nach Westen auf die Südseite der Tiroler Geierköpfe und bei entsprechend guter Sicht auch bis zum Nebelhorn (vgl. Bild links).